# نينا كيو
نينا كيو (بالإنجليزية: Nina Kuo)‏ هي فنانة أمريكية، ولدت في 1952.